# Eve Dönüş
Eve Dönüş ist ein türkischer Spielfilm von Ömer Uğur aus dem Jahr 2006 mit Memet Ali Alabora und Sibel Kekilli in den Hauptrollen.

## Inhalt
Die Handlung spielt zur Zeit des Militärputsches in der Türkei 1980. Mustafa und Esma sind ein glücklich verheiratetes junges Paar mit einer dreijährigen Tochter. Ihren Lebensunterhalt bestreiten sie als Fabrikarbeiter. Für Politik interessieren sich die beiden nicht sonderlich, vielmehr beschäftigt sie, dass der Vermieter sie aus der Wohnung werfen will. Plötzlich überschlagen sich die Ereignisse. Das Militär putscht und Mustafa kommt eines Tages nicht nach Hause. Tage des Wartens und Bangens beginnen und schließlich erfährt Esma, dass Mustafa festgenommen wurde. Angeblich soll er sich unter dem Decknamen Şehmuz als politischer Aktivist betätigt haben.
Gemeinsam mit vielen anderen Frauen und Männern, deren Angehörige und Ehemänner verschwunden sind, steht sie Tag für Tag vor der Polizeiwache in der Hoffnung, eine Nachricht von ihrem Ehemann zu erhalten. Als Mustafa nach 22 Tagen gezeichnet von Folter plötzlich schwer traumatisiert vor der Tür steht, wird Esma bewusst, dass nichts mehr so wie früher sein wird.

## Kritiken
- "Eve Dönüs" mit Sibel Kekilli arbeitet das düstere Kapitel des Militärputsches von 1980 auf. Die Geschichte eines einfachen Arbeiters, der dem Generalverdacht nicht mehr entrinnen kann, wechselt zwischen unerträglichen Folter- und Verhörszenen und mit von bösem Galgenhumor durchzogenen Sequenzen. (Qantara)

## Auszeichnungen

### Antalya Golden Orange Film Festival
- 2006: Goldene Orange in der Kategorie Beste Darstellerin für Sibel Kekilli
- 2006: Goldene Orange in der Kategorie Bester Nebendarsteller für Civan Canova

### International Istanbul Film Festival
- 2007: Nominierung für Goldene Tulpe in der Kategorie Bester Film für Ömer Uğur

### Filmfestival Türkei/Deutschland
- 2007: Publikumspreis für Ömer Uğur

## Trivia
- Sibel Kekilli hatte in Eve Dönüş ihre erste Rolle in einem rein türkischen Film.